# وست پوینت، شهرستان کلمبیا، اوهایو
وست پوینت (به انگلیسی: West Point) یک منطقهٔ مسکونی در ایالات متحده آمریکا است که در اوهایو واقع شده‌است.